# Joan Tusquets Terrats
Joan Tusquets i Terrats (Barcelona, 31 de març de 1901 - 25 d'octubre de 1998) fou un pedagog català d'orientació catòlica, neoescolàstica i comparativista, conegut per les seves opinions antisemites, antimaçòniques i anticomunistes. Va néixer en una família de rics banquers de Barcelona. Referent intel·lectual de Francisco Franco, va fundar la que després seria l'Editorial Lumen a Burgos l'any 1936. El seu pare era descendent de banquers jueus, catalanista i amic de Francesc Cambó.

## Família
Joan Tusquets és oncle d'Òscar Tusquets i d'Esther Tusquets i besoncle de Milena Busquets. També és cosí de Carles Tusquets i de Francesc Tusquets.

## El jove eclesiàstic i intel·lectual
Cursà estudis primaris en una escola privada i el batxillerat al col·legi dels jesuïtes. Amb 17 anys publicà un recull de poemes Cantigas de abril. A la mateixa edat, es decidí a ingressar al Seminari Conciliar de Barcelona per seguir la carrera eclesiàstica. Simpatitzant del catalanisme, continuà la seva formació a la Universitat Catòlica de Lovaina a Bèlgica. Allà entrà en contacte amb el corrent neotomista que propugnava el cardenal Mercier. Estudià teologia a la Universitat Pontifícia de Tarragona on es doctorà el 1926, i fou ordenat sacerdot. Completarà estudis a la Universitat de Valladolid durant la Guerra Civil espanyola. Assolí el doctorat en pedagogia a Madrid, en el primer temps de franquisme.
En iniciar-se el curs de 1926-1927, Joan Tusquets esdevé professor de filosofia i de pedagogia catequística al Seminari Conciliar de Barcelona. En aquests anys rep la petició de Vidal i Barraquer de mirar de contrarestar de forma argumentada la creixent penetració del teosofisme a la societat catalana de l'època. Articles i intervencions seves conformen el seu llibre Teosofisme de 1927. S'integrà en el corrent de renovació filosòfica, teològica i eclesiàstica que vivia la Catalunya d'aquells anys i que tenia en la revista Critèrion un dels seus medis d'expressió. El 1926, el seu director, el caputxí Miquel d'Esplugues, nomenà Tusquets com a secretari de redacció. A la revista es relacionà amb teòlegs com Joan Baptista Manyà i Bartomeu Xiberta, filòsofs com Bordoy Torrents i Jaume Sarri. Allà hi publicà una sèrie d'articles sobre temàtica filosòfica que, el 1928, aplegaria en el llibre Assaigs de crítica filosòfica. També col·laborà a Miscel·lània Tomista o l'Anuari de la Societat Catalana de Filosofia, filial de l'Institut d'Estudis Catalans. L'amistat amb Miquel d'Esplugues i col·laboració amb Critèrion es truncaren per la campanya d'acusacions de Tusquets contra Francesc Macià.
Durant els anys de la dictadura de Primo de Rivera, aquest prohibí els llibres escolars en català. També el catecisme i obligà a utilitzar a les escoles un catecisme politico-religiós que el cardenal Vidal i Barraquer es negà a emprar. Joan Tusquets, interessat per renovar pedagògicament la catequesi dels infants, confegí un "Curs catequístic" i el Manual de catecisme de 1933, que prologà elogiosament Vidal i Barraquer. Fets que provocà la ira de la Dictadura.
El 1929 viatjà a Múnic per estudiar la renovació pedagògica de la catequesi que portava a terme la diòcesi bavaresa. Probablement les reformes educatives i el laïcisme que impulsava l'anomenada República de Weimar foren copsades per Tusquets com una ferma amenaça per al model social i educatiu que ell defensava. En els quals, en pocs anys, veurà inspirar-se als impulsors i a les reformes de la Segona República espanyola que el pedagog barceloní veu com enemics d'una civilització cristiana. Sigui per aquesta causa o per una evolució que ja s'estava gestant en ell, publicà el 1932 Origenes de la revolución española, un llibre que marca un canvi de direcció en la vida i l'acció de Joan Tusquets. Una obra que fou un èxit editorial i el centre d'una àmplia polèmica a nivell estatal que contribuí a difondre les seves idees sobre que la República era una dictadura menada per la "masonería judaica".

## La campanya "antisectària". La Guerra Civil
Com s'ha esmentat, quan era professor al seminari de Barcelona fou comissionat per a escriure un llibre sobre la teosofia de Madame Blavatsky. Aleshores va desenvolupar un enderiat interès per les societats secretes. Durant la Segona República Espanyola la seva obsessió s'havia convertit en un ferotge antisemitisme i un major odi a la maçoneria. Es va girar contra el catalanisme i acusà falsament al líder català Francesc Macià de ser maçó. Treballà amb un altre sacerdot, Joaquim Guiu i Bonastre, en construir una xarxa d'informants francmaçons que li contaven el que es deia a les reunions de les lògies. Va escriure articles al diari carlí El Correo Catalán.
Tusquets usà Els protocols dels savis de Sió (que es basaven en una barreja fantàstica de mites francesos, alemanys i russos que proposen la idea que un govern secret jueu, els Savis de Sió, estava planejant la destrucció del cristianisme) com a prova documental de la seva tesi fonamental que els jueus estaven per destruir la civilització cristiana. Els seus instruments serien els maçons i socialistes que utilitzarien la revolució, la propaganda pornogràfica, i el liberalisme il·limitat. A Espanya va denunciar la Segona República i va acusar al president catòlic Niceto Alcalá Zamora de ser jueu i maçó. Espanya i l'Església Catòlica només es podrien salvar amb la destrucció dels jueus, maçons i socialistes. En el seu llibre Orígenes de la revolución española va argumentar que la maçoneria judaica regia la República com una dictadura i posteriorment va usar els nombrosos articles escrits a El Correo Catalán per atacar la francmaçoneria, el socialisme i el judaisme. De 1932 a 1936 va ser director de la revista trimestral Biblioteca Las Sectas al qual, amb altres autors, va escriure molts articles de la mateixa tendència. El segon volum de Las Sectas incloïa una traducció completa dels Protocols i una secció afirmant que l'assalt jueu a Espanya es podia veure en l'actitud de la República amb la religió, el moviment per la reforma agrària i la redistribució de la grans propietats.
El 1933 Tusquets fou convidat per l'Associació Antimaçònica Internacional a visitar l'aleshores acabat d'estrenar camp de concentració de Dachau. Va comentar «ho van fer per mostrar-me el que havíem de fer a Espanya». Més tard va afirmar que havia estat sorprès pel que va veure, però "en el moment el flux i la intensitat de les seves publicacions antisemites i anti-maçòniques no va disminuir".
Tusquets arribaria a tenir notable influència en la dreta espanyola, i específicament sobre Franco, qui va llegir amb entusiasme les seves diatribes antisemites i antimaçòniques. Ramón Serrano Suñer, cunyat de Franco i mà dreta seva de 1937 a 1941, va lloar posteriorment la contribució de Tusquets a «la creació de l'atmosfera que va conduir a la insurrecció nacional». Tusquets era a la perifèria de la conspiració militar contra la República a través dels seus vincles amb els carlins catalans. Quan Tusquets finalment es va convertir en col·laborador de Franco a Burgos durant la Guerra Civil, els seus arxius sobre presumptes maçons proporcionarien una part important de la infraestructura de l'organització de la repressió.
A Burgos, convertida en capital del bàndol sublevat, fundà les Ediciones Antisectarias, on publicà Masoneria y separatismo, el 1937 on mostrava el seu rebuig vers els sectors catòlics catalanistes compromesos amb la democràcia i la república com la gent del diari El Matí o vinculats a la Unió Democràtica de Catalunya. Poc més tard, publicaria Masones y pacifistas el 1939; amb un pròleg de Ramón Serrano Suñer, ministre de la Governació, que és tot un reconeixement per la seva tasca.

## El retorn a Barcelona. Professor universitari
Al seu retorn a Barcelona significà un altre gran gir en la trajectòria vital de Joan Tusquets. Malgrat la seva situació tan propera als vencedors, refusà els oferiments de càrrecs com ara la Dirección General de Prensa y Propaganda que li oferí Serrano Suñer. Renuncià a tot i decidí orientar la seva vida cap a les seves tasques com eclesiàstic i al camp de l'educació. Paul Preston, entre d'altres, creu que aquest viratge personal de Joan Tusquets té relació amb com quedà impressionat per la duríssima i cruel repressió del franquisme a Barcelona i Catalunya després de l'ocupació per part de les tropes franquistes. I resolgué apartar-se de tot protagonisme adduint que havia de tenir cura de la seva família
A Barcelona Tusquets transforma les Ediciones Antisectarias en l'Editorial Lumen, ara amb una orientació més apologètica, amb títols com La religión defendida de 1940, Editorial que més tard va traspassar a membres de la seva família.
El 1956 fou catedràtic de Pedagogia General de la Facultat de Filosofia i Lletres de la Universitat de Barcelona. Es jubilà el 1971. La pedagogia comparada fou un dels eixos de la seva tasca investigadora. Es relacionà amb destacats comparativistes europeus com Pere Rosselló o Friedrich Scheider. El 1964 fundà l'Institut de Pedagogia Comparada de Barcelona vinculat al Consell Superior d'Investigacions Científiques.
L'altra principal línia de recerca fou Ramon Llull. El 1993 publicava La filosofia del llenguatge en Ramon Llull. De 1954 és la seva monografia Ramón Llull, pedagogo de la Cristiandad. El 1970 llegia el seu discurs d'ingrés a l'Acadèmia de Bones Lletres de Barcelona, sobre Ramon Llull com a pedagog comparativista cristià. Cal esmentar el seu interès per la pedagogia culturalista d'Eugeni d'Ors i sobre el vessant educatiu de Jaume Balmes.
El 1986 publica Tarzán contra Robot. El neonomadismo y el neosedentarismo protagonistas de la crisis contemporánea on, com anuncia el subtítol de l'obra, examina la dialèctica entre les cultures nòmades i sedentàries a través de la història per analitzar la crisi de la contemporaneïtat. Assaig que comptà amb edició francesa i també anglesa. Una anàlisi que ja havia avançat en sengles comunicacions a l'Acadèmia de Bones Lletres.
El seu darrer llibre, i pòstum per voluntat seva, fou una visió comparada sobre El què i el perquè dels dos Concilis Vaticans.

## Obres
- "El cardenal Joan-Tomàs de Boxadors i la seva influència en el renaixement del tomisme" a Anuari de la Societat Catalana de Filosofia, 1923, p. 243-304.
- El teosofisme. 1927.
- Assaigs de crítica filosòfica. 1928.
- Orígenes de la revolución española, 1932.
- Manual de Catecisme, 1933.
- Pedagogía de la Religión. 1935.
- Masonería y separatismo, 1937.
- Masones y Pacifistas, 1939.
- Los sin Dios en Rusia.
- Explicación paralela del Catecismo y la Historia Sagrada
- La religión defendida. Apologética elemental, 1940
- Crítica de las religiones. 1946
- Ramón Lull, pedagogo de la Cristiandad, 1954.
- Revisión de la pedagogía familiar. 1958
- Apports hispaniques à la philosophie chrétienne de l'Occident, amb Joaquim Carreras i Artau, 1962
- Teoría y práctica de la Pedagogía Comparada, 1969.
- Pedagogía de la Problematicidad, 1972.
- Teoría de la Educación. 1972,
- .Tarzán contra Robot.El neonomadismo y el neosedentarismo protagonistas de la crisis contemporánea. 1986.
- El què i el perquè dels dos Concilis Vaticans, 1999.